# Военная география

Зоны ответственности территориальных объединённых командований ВС США (декабрь 2008 года)

Вое́нная геогра́фия — наука и дисциплина, изучающая военные аспекты географии, и возможность их применения в военном деле, входит в состав военной науки. Военная география состоит из следующих разделов: военного страноведения и изучения театров военных действий (ТВД).
Отрасль военного дела, тесно связанная с географией — военная картография, которая выделилась в отдельную службу с применением методов топографии и геодезии, геоинформационных систем, аэро и космической съемки и мониторинга земной поверхности.
Стратегическая военная география изучает стратегические аспекты географической среды и стратегические свойства субъектов, которые осуществляют в этой среде свою деятельность, а затем вырабатывает рекомендации для военного стратегического руководства.
Военное страноведение и театры военных действий взаимно связаны и используют конкретный материал из географии физической, экономической, политической и из других общественных, и естественных наук.

## История
Возникла одновременно с появлением первых социальных общностей, нуждающихся в обороне от потенциального противника и нападении на него. Военные (боевые) действия всегда проходят в реальном времени и реальном пространстве, следовательно, изучение природной или географической среды является жизненно необходимым для любой социально организованной структуры, которая имеет военную организацию (вооружённые силы).
В первой половине XIX века проблемы военной географии других стран, изучаемых Генеральным штабом российской армии, освещались в специальных трудах военных разведчиков и аналитиков. Обычно это был военно-географический обзор, имевший стандартное название, например: Михаил Вронченко. «Обозрение Малой Азии в нынешнем её состоянии». Такой обзор, как правило, составлялся также по определенному плану с описанием физической географии изучаемой территории, экономики страны или региона, социальным составом, отдельным обзором военных объектов и стратегически важных пунктов, описание путей сообщения с техническими характеристиками, вооруженных сил во всех их аспектах и иными сведениями, представляющими интерес для военных. Часто такого рода описания составлялись офицером-разведчиком на основании сведений, добытых им лично на территории разведываемого государства или региона, что придавало особую ценность «Обозрениям» Генерального штаба. До определенного времени «Обозрения» засекречивались и, таким образом, не попадали в научный оборот в момент их написания. Следовательно, такие военно-географические труды «выпадали» из общемирового процесса географического изучения Земли. Для «Обозрений» характерны систематичность, глубина и широта охвата исследуемой темы, опора на геодезическую сеть пунктов, которые часто негласно (тайно) полуинструментально или на основе точных астрономо-геодезических методов определялись на местности обученными офицерами квартирмейстерской службы. Отдельные труды российского военного ведомства являлись для своего времени уникальными работами в области общего и военного страноведения энциклопедического характера, далеко превосходя по качеству аналогичные исследования гражданских ведомств.

### Военная география в Российской империи XIX века
В российской военной теоретической школе основы военной географии по-видимому заложил Дмитрий Милютин (1816 — 1912) — российский военный и государственный деятель; граф (30 августа 1878), генерал-адъютант, генерал-фельдмаршал (16 августа 1898 года); один из ближайших сотрудников российского императора Александра II. Занимал должность военного министра Российской империи (1861 — 1881 годах). Почётный президент Академии Генерального штаба и Военно-юридической академии, почётный член Академии наук и академий артиллерийской, инженерной и медико-хирургической, университетов Московского и Харьковского, Общества попечения о больных и раненых воинах, Императорского Русского географического общества. Петербургский университет в 1866 году присвоил ему учёное звание доктора русской истории.
В 1845 году назначен профессором Военной академии по кафедре военной географии. Ему принадлежит заслуга введения в академический курс военной статистики. Ещё будучи на Кавказе, составил и в 1843 году напечатал «Наставление к занятию, обороне и атаке лесов, строений, деревень и других местных предметов». Затем последовали «Критическое исследование значения военной географии и статистики» (1846 год), «Первые опыты военной статистики» (том I — «Вступление» и «Основания политической и военной системы германского союза», 1847 год; том II — «Военная статистика Прусского королевства», 1848 год), «Описание военных действий 1839 года в северном Дагестане» (Санкт-Петербург, 1850 год) и, наконец, в 1852 — 1853 годах главный его научный труд — классическое исследование об Итальянском походе Суворова.
Свои взгляды на географические аспекты военного дела изложил в книге «Военная география России» преподаватель Академии Генштаба А. Е. Снесарев.